# Jabal Amel

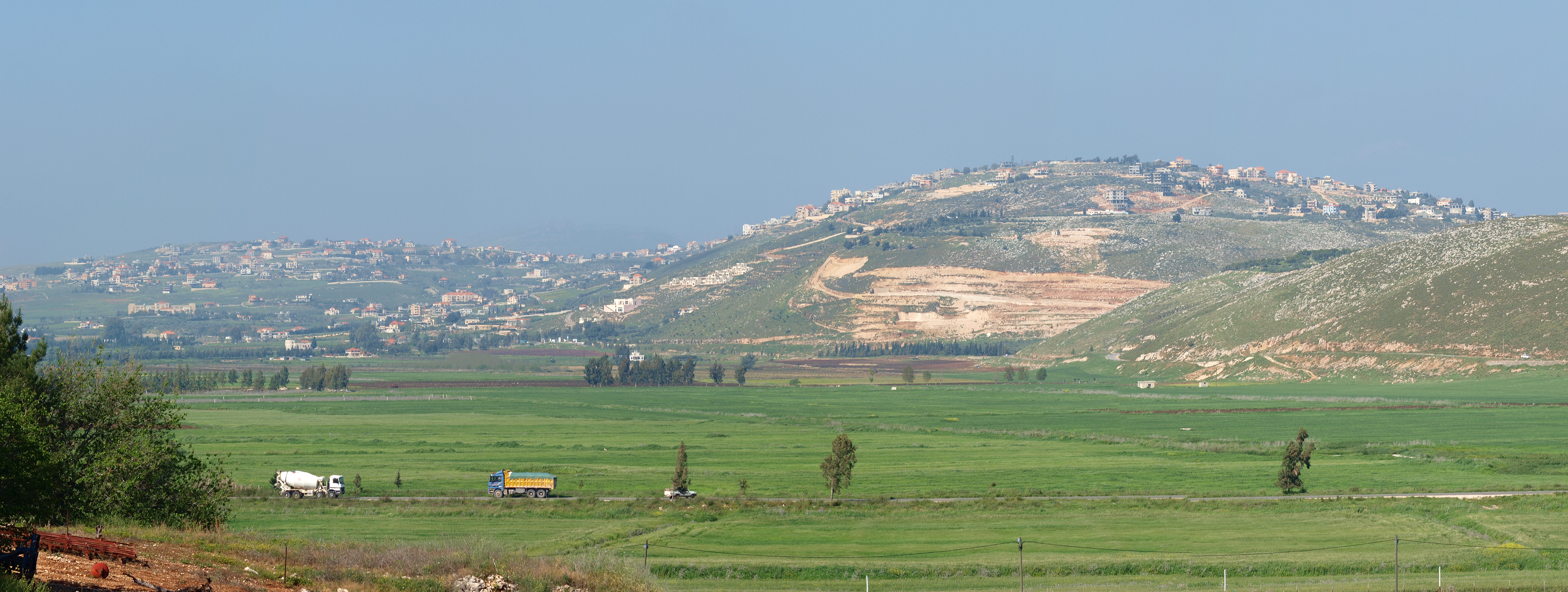
Le village de Khiam, près de la ville de Nabatieh dans la région du Jabal Amel

Le Jabal Amel (arabe : جبل عامل), historiquement connu sous le nom de Jabal Amila, est une région culturelle et géographique du sud du Liban largement associée aux musulmans chiites duodécimains qui l'habitent de longue date. Ses limites précises varient, mais elle est  définie comme une région principalement montagneuse située de chaque côté du fleuve Litani, entre la mer Méditerranée à l'ouest et les vallées de Wadi al-Taym, de la Beqaa et de la Houla à l'est.
La communauté chiite du Jabal Amel est considérée comme l’une des plus anciennes de l’histoire. Au Xe siècle, plusieurs tribus yéménites chiites, dont la tribu des Banu Amila (en), s'étaient établies dans la région. La tradition orale des Amila et des écrits ultérieurs affirment qu'un compagnon du prophète musulman Mahomet, et un des premiers partisans d'Ali, nommé Abu Dharr al-Ghifari (mort en 651 après J.-C.), a introduit le chiisme dans la région. Bien que ce récit soit fréquemment cité dans de nombreuses sources religieuses, il est largement rejeté dans le milieu universitaire, et les sources historiques suggèrent que l'islam chiite s'est développé au Jabal Amel au moins un siècle plus tard, entre le milieu du VIIIe et le Xe siècle (750-900),,,,.

## Nom
La région tire son nom des Amila, une tribu arabe affiliée aux rois clients ghassanides de Byzance, qui se serait installée dans la région et en Galilée voisine après les conquêtes musulmanes du VIIe siècle. La tradition chiite duodécimaine du sud du Liban attribue aux Amila le rôle d'ancêtres de la communauté ; les Amila se seraient rangés du côté de la faction d'Ali au milieu du VIIe siècle.

## Définition géographique

### Descriptions des premiers géographes musulmans
Le géographe hiérosolymitain du Xe siècle, al-Muqaddasi, décrit « Jabal Amila » comme « un district montagneux » surplombant la mer Méditerranée et relié au mont Liban. Il contenait « de nombreux beaux villages » et des sources. Ses champs dépendaient de la pluie et on y cultivait des raisins, des olives et d'autres fruits. C'était la source du miel de la plus haute qualité en Syrie, avec Jérusalem. Jabal Amila et le district de Jabal Jarach au sud-est, de l'autre côté du Jourdain, étaient les plus grandes sources de revenus de Tibériade, la capitale de Jund al-Urdunn (le district du Jourdain). Il mentionne qu'une autre région montagneuse, entre Tyr, Sidon et Qadas, était connue sous le nom de « Jabal Siddiqa », d'après le tombeau d'une sainte personne dans le district qui était visité chaque année par des foules de pèlerins locaux et de fonctionnaires musulmans. Qadas est également mentionné par lui comme appartenant à Jabal Amila.
Le géographe damascène al-Dimashqi a décrit le Jabal Amel en 1300 comme un district de la province de Safad caractérisé par ses vignobles abondants et ses plantations d'oliviers, de caroubiers et de térébinthes, et peuplé de musulmans chiites duodécimains. Il mentionne également les districts montagneux voisins de Jabal Jaba, Jabal Jazin et Jabal Tibnin, dont les habitants étaient également des chiites duodécimains et dont les terres contenaient des sources considérables, des vignobles et des vergers. Le souverain de Hama et érudit Abu'l-Fida (mort en 1341) a noté que le Jabal Amel « s'étend le long de la côte jusqu'à Tyr et abrite la forteresse de Shaqif Arnun (château de Beaufort) ».

### Définition moderne
Selon l'historienne Tamara Chalabi, définir le Jabal Amel est « difficile » car la région n'était généralement pas reconnue comme une entité géographique ou politique distincte. Au contraire, son identité, et par extension sa définition, dérive de ses habitants, en grande partie musulmans chiites duodécimains, qui se désignaient historiquement eux-mêmes comme des « Amilis ». La chercheuse Marilyn Booth le qualifie de « terrain d'identité, dont les « frontières » sont quelque peu indéfinies ».
Selon la définition généralement acceptée par sa communauté chiite duodécimaine, le Jabal Amel s'étend sur environ 3 000 kilomètres carrés (1 158,306477 mi2), étant délimité par la rivière Awali au nord de Sidon, qui le sépare des hautes terres du Chouf du mont Liban, et du Wadi al-Qarn dans l'Israël moderne au sud. Dans cette définition, la région est délimitée à l'ouest par la mer Méditerranée et à l'est par les vallées de Wadi al-Taym, de la Bekaa et de la Houla. Le fleuve Litani divise la région en deux parties, nord et sud. La partie sud est également connue sous le nom de Bilad Bishara.
La définition traditionnelle inclut des parties de l'Israël moderne, y compris les anciens villages d'al-Bassa et d'al-Khalisa, et les villages de Tarbikha, Qadas, Hunin, al-Nabi Yusha' et Saliha, dont les habitants étaient des chiites duodécimains avant leur expulsion et leur exode lors de la guerre de Palestine de 1948. Selon le savant Chibli Mallat, la définition traditionnelle du Jabal Amel inclut les villes de Sidon et de Jezzine, mais d'autres définitions plus limitées les excluent.
L'historien William Harris (en) définit le Jabal Amel comme l'étendue de collines au sud du Litani, qui « s'enfoncent dans la Haute Galilée ». Selon Stefan Winter (en), le Jabal Amel est traditionnellement défini comme la région montagneuse à prédominance chiite duodécimaine située au sud-est de Sidon. Dans la définition de la spécialiste du Liban Elisabeth Picard, la limite nord du Jabal Amel est formée par la rivière Zahrani (en), au sud de Sidon.
Sulaiman Dahir, un éminent érudit natif du Jabal Amel, l'a défini en 1930 comme une zone beaucoup plus vaste, englobant Jezzine dans le Chouf, Baalbek dans le nord de la Bekaa et la vallée de la Houla.

## Histoire
Les récits historiques suggèrent une présence chiite à Jabal Amel dès le Xe siècle, avec l'arrivée de tribus yéménites d'orientation chiite comme les Amilah. Cependant, des traditions locales affirment une conversion encore plus ancienne au chiisme duodécimain par un compagnon du prophète Mahomet, Abu Dharr al-Ghifari.
Bien que l'on prétende qu'il s'agit du premier centre d'études chiite, des preuves indiquent que Hillah en Irak était un centre important d'apprentissage religieux pour les premiers érudits amils (XIIe-XIVe siècles). Ce n'est qu'au XIVe siècle que le Jabal Amel a vu l'émergence de ses propres institutions savantes et une augmentation du nombre d'érudits chiites. Ce phénomène a culminé aux XVe et XVIe siècles, lorsque le Jabal Amel est devenu le principal centre d'apprentissage chiite, axé sur les études juridiques, linguistiques et doctrinales. Cependant, au XVIe siècle, des facteurs économiques et politiques ont conduit au déclin de ces institutions et à une migration massive d'érudits amils – en particulier vers l'Iran safavide – qui a duré environ deux siècles. Les Safavides ont invité des érudits chiites du Jabal Amel à leur cour pour légitimer leur domination sur la Perse qui était jusqu'alors à prédominance sunnite et promouvoir la conversion au chiisme.

## Personnalités notables
- Al-Hurr al-Amili (en) (1624-1693), érudit chiite duodécimain,
- Rammal Hassan Rammal (en) (1951–1991), spécialiste de physique nucléaire
- Abd al-Husayn Sharaf al-Din al-Musawi (1872-1957), érudit islamique chiite
- Nasif al-Nassar (en) (1749-1781), chef chiite de l'ère ottomane de la famille El Assaad
- Hassan Nasrallah (1960-2024), secrétaire général du Hezbollah
- Hassan Kamel Al-Sabbah (1894-1935), scientifique
- Cheikh Bahaddin al-Amili (1547-1621), poète et érudit chiite